# Леберехт, Ганс Фридрихович
Ганс Фридрихович Ле́берехт (1910—1960) — эстонский советский писатель. Лауреат Сталинской премии третьей степени (1949). Заслуженный писатель Эстонской ССР (1959).

## Биография
Родился 18 ноября (1 декабря) 1910 года в Санкт-Петербурге в рабочей семье. Детство прошло в Эстонии. С 1918 года жил в Петрограде. С 1928 года после окончания средней школы восемь лет отработал автогенщиком и электромонтёром на заводе «Электросила».
Активно участвовал в деятельности заводского литературного кружка. Первые рассказы появились в 1930 году в заводской многотиражке. В 1935 году в ленинградском журнале «Резец» был опубликован первый рассказ молодого писателя «Дочка». За повесть о жизни рабочих «Вечный колер» он получил премию на Всесоюзном литературном конкурсе 1936 года. В 1935—1937 годах учился в Ленинградском вечернем Литературном университете имени А. М. Горького. Родня: старший брат Арвид — проживал в Свердловске, младшая сестра Хельми — проживала в Ленинграде на Северном проспекте (в замужестве Трофимова, имела 3 сыновей), был дважды женат: до и после войны. В Ленинграде дружил с художником Орестом Верейским и писателем Вадимом Беляевым.
В годы Великой Отечественной войны сражался рядовым разведчиком в составе эстонского национального корпуса РККА. Участвовал в боях под Великими Луками, Нарвой, на острове Сааремаа и в Курляндии. По окончании войны писатель стал корреспондентом газеты «Советская Эстония».
Книги Г. Ф. Леберехта повествуют о становлении колхозного строя в Эстонии, трудовых свершениях советского народа, событиях Великой Отечественной войны и русских революций. Помимо литературно-творческой деятельности Г. Ф. Леберехт вёл большую общественную работу: являлся депутатом ВС ЭССР, возглавлял комиссию по кинодраматургии при СП ЭССР, выступал как лектор-прокламатор.
Умер 10 ноября 1960 года. Похоронен на Лесном кладбище в Таллине.

## Творчество

### Романы
- «Капитаны» (Kaptenid, 1954 экранизирован)
- «Солдаты идут домой» (Sõdurid lähevad koju, 1956)
- «Дворцы Вассаров» (Vassarite paleed, 1960)

### Повести
- «Свет в Коорди» (Valgus Koordis, 1948)
- «В дороге» (1951)
- «В одном доме» (Ühes majas, 1957)

## Экранизации
- 1951 — Свет в Коорди — по одноимённой повести
- 1955 — Счастье Андруса — по роману «Капитаны»
- 1962 — Под одной крышей — по повести «В одном доме»

## Награды и премии
- Сталинская премия третьей степени (1949) — за повесть «Свет в Коорди» (1948)[1]
- орден Трудового Красного Знамени (1950)
- орден Красной Звезды (07.05.1945)
- орден «Знак Почёта» (30.12.1956)
- медаль «За боевые заслуги» (29.10.1944)
- медаль «За победу над Германией в Великой Отечественной войне 1941—1945 гг.»
- Заслуженный писатель Эстонской ССР (1959)